# Microrégion de São Miguel do Araguaia
La microrégion de São Miguel do Araguaia est l'une des trois microrégions qui subdivisent le nord-ouest de l'État de Goiás au Brésil.
Elle comporte 7 municipalités qui regroupaient 77 067 habitants en 2012 pour une superficie totale de 24 381 km2.

## Municipalités[1]
- Crixás
- Mozarlândia
- Mundo Novo
- Nova Crixás
- Novo Planalto
- São Miguel do Araguaia
- Uirapuru